# Martynia

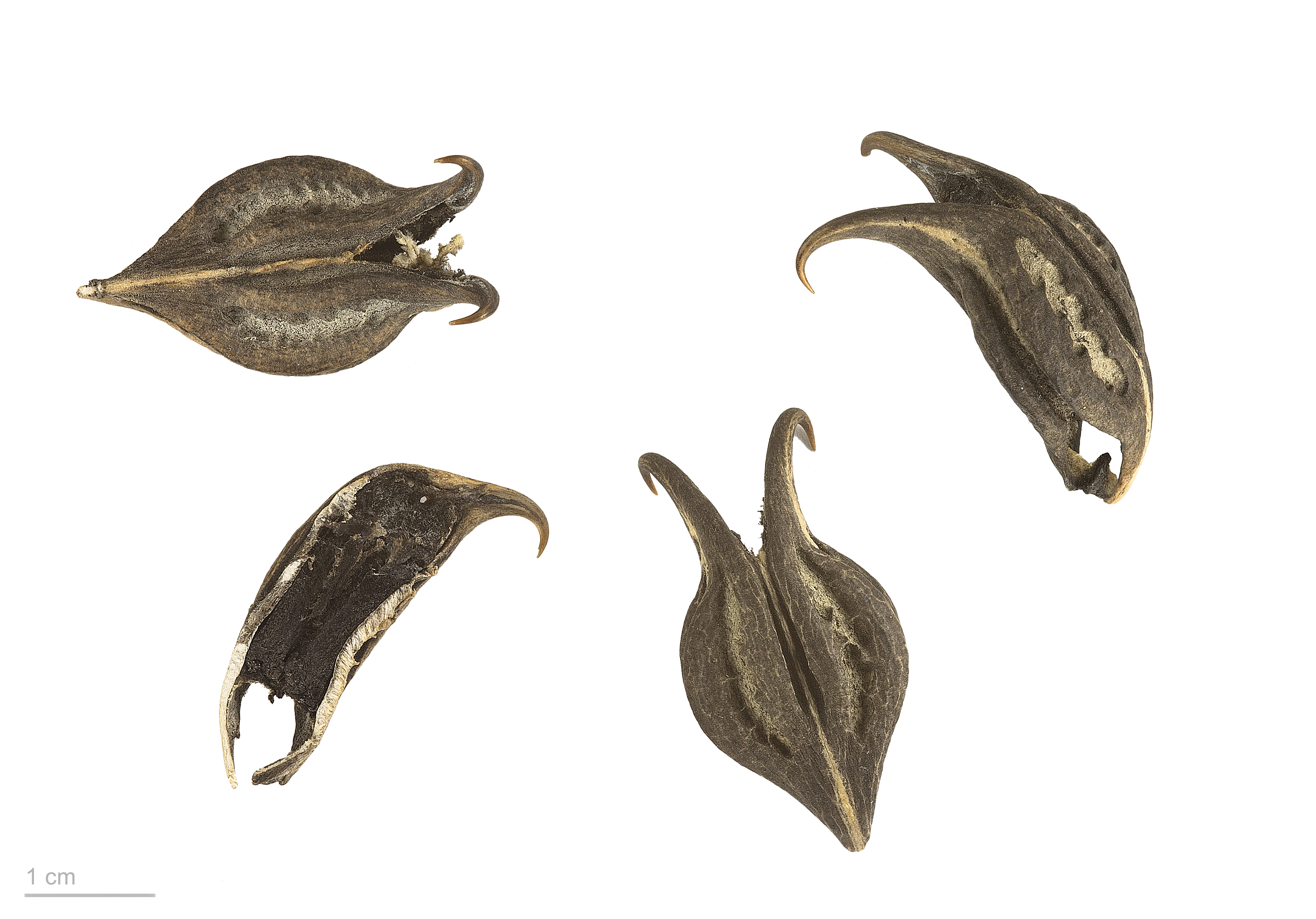
Martynia annua - MHNT

Martynia es un género de plantas con flores perteneciente a la familia Martyniaceae se le conoce también por el nombre común de Uña de Gato. Comprende 21 especies descritas y de estas, solo 4 aceptadas.

## Descripción

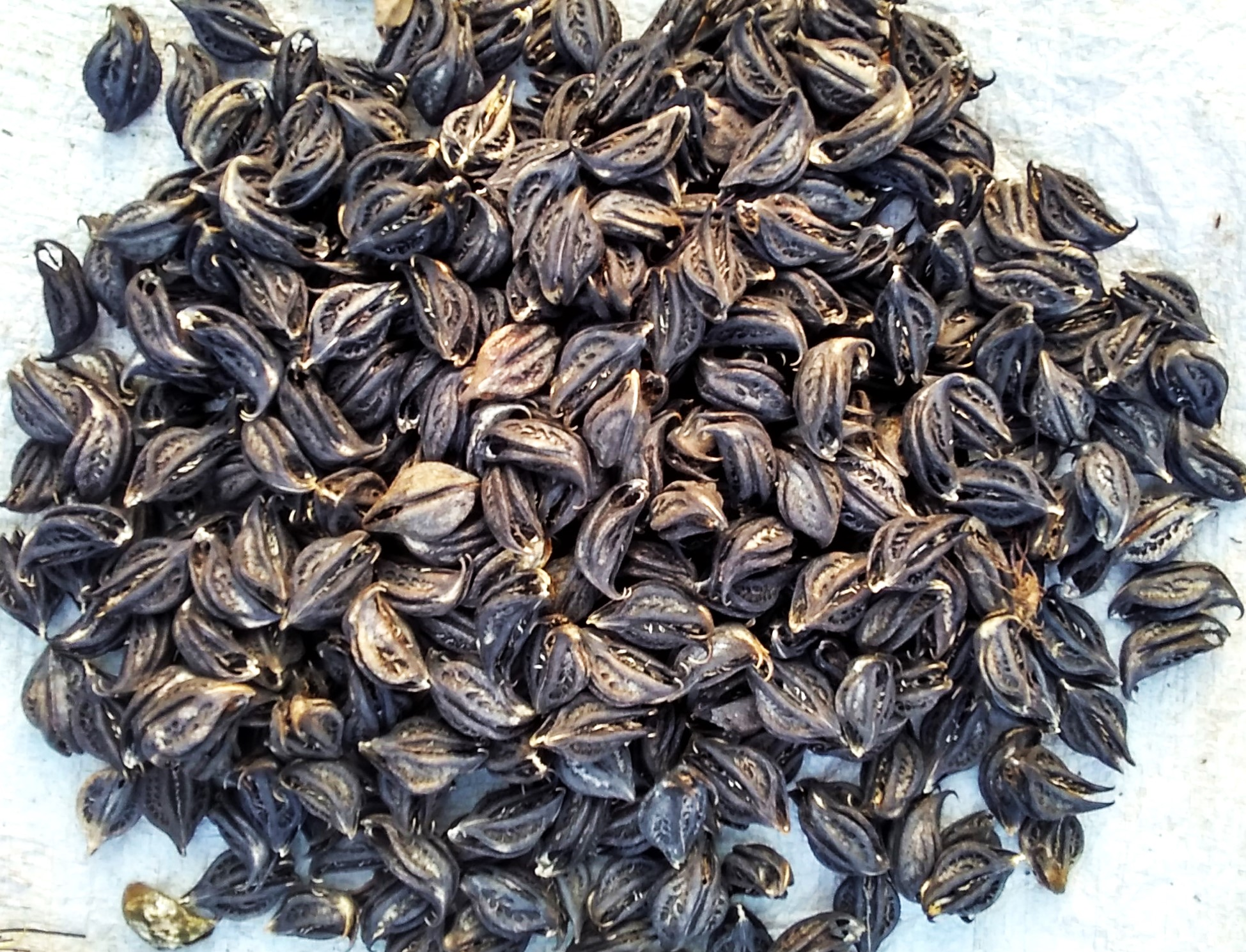
Martynia annua - sekigitaj fruktoj

Son hierbas de hasta 2.5 m de alto, con ramificaciones bifurcadas. Hojas opuestas, disminuyendo de tamaño hacia el ápice, ampliamente ovadas y levemente 3–5- anguladas, ápice angulado, base truncada, dentadas o denticuladas; pecíolos acanalados, hasta 20 cm de largo. Inflorescencias racimos terminales de 10–20 flores, en cada axila de las ramas; sépalos libres, elípticos a obovados, 15–25 mm de largo, membranáceos y cartáceos, bractéolas foliosas, lanceolado-elípticas, membranáceas; corola campanulado-infundibuliforme, blanca matizada de rosado o lila, nectarostigmas amarillos, cada lobo con una mancha morado obscura; estambres 2, estaminodios 3, 1 corto (3 mm) y 2 largos (10 mm). Fruto una cápsula drupácea, ovoide, café obscura, gris o negra, pectinada dorsalmente, indehiscente, con 2 ganchos terminales de 5–8 mm de largo; semillas 2–6 por fruto, angostamente elípticas, negras, testa papirácea y rugosa.

## Taxonomía
El género fue descrito por Carlos Linneo y publicado en Species Plantarum 2: 618. 1753. La especie tipo es: Martynia annua L.
Etimología
Martynia: nombre genérico que fue otorgado en honor del botánico John Martyn.

## Especies aceptadas
A continuación se brinda un listado de las especies del género Martynia aceptadas hasta julio de 2015, ordenadas alfabéticamente. Para cada una se indica el nombre binomial seguido del autor, abreviado según las convenciones y usos.	
- Martynia annua L.
- Martynia jussieui (Schmidel) J.T. Howell
- Martynia louisiana Mill.	A
- Martynia palmeri S. Watson